# تيلفورد (دائرة انتخابية في المملكة المتحدة)
تيلفورد (بالإنجليزية: Telford)‏ هي إحدى الدوائر الانتخابية في المملكة المتحدة الممثلة في مجلس العموم في برلمان المملكة المتحدة.
عضو البرلمان الذي يمثلها حالياً هو :David Wright (Lab).